# Francí de Gàver
Francí de Gàver fou un noble català nat a Gàver, lloc proper a Estaràs (La Segarra). Senyor de Montesquiu i capità de les viles de Ponts, Àger, Vall-Llebrera i Santa Linya, del monestir de Bellpuig de les Avellanes i del Marquesat de Camarasa.
Va tenir un paper rellevant durant la Guerra Civil catalana (1462-1472) entre els partidaris de Joan II d'Aragó i els que donaven suport a les institucions catalanes encapçalades per la Generalitat. Els primers van demanar ajut a Lluis XI de França i els segons al rei Enric IV de Castella primer (1462-1463), al condestable Pere de Portugal després (1464-1466) i finalment a Renat d'Anjou (1466-1472).
Tot i la seva importància en aquest conflicte en el que fou fidel a la Generalitat, la documentació biogràfica és escassa i es basa principalment en les actuacions i ordres que Francí de Gàver va rebre de la cancilleria d'Enric VI de Castella durant el període que conprèn des de l'any 1462 al 1462. Aquestes estàn ordenades cronològicament i es presenten a continuació.

## Any 1462
- 16 de novembre: Rep ordres de que no privi els homes de la vila de Santa Linya dels beneficis obtinguts dels enemics, en compensació a les pèrdues que van sofrir anteriorment.
- 20 de novembre: és nomenat capità del Marquesat de Camarasa,de les viles de Ponts i Àger i del monestir de Bellpuig de le Avellanes.
- 29 de novembre: se li ordena que restitueixi el Castell de Vernet a Isabel Ferrer Margarit, filla de Joan Ferrer, hereva i néta de Ramon Margarit, ja que Isabel ha estat sempre fidel al Principat malgrat que la seva mare ho ho havia estat

## Any 1463
- 18 de gener: se li ordena que retornin a la vila d'Artesa de Segre, que havia estat sempre fidel al Principat, els bens dels seus habitants i els de la vídua del senyor del Castell de Ribelles, que van requisar alguns soldats del Principat que es trobaven en el Marquesat. Si no ho fessin, haurien d'exposar les raons de la seva actuació davant del reial consistori.
- 7 de març: se li encarrega que tracti amb Guissona la rendició de la vila ja que els seus habitants i autoritats hi estan disposats.
- 17 de març: ha d'unir la seva gent amb Gispert de Ponts.
- 28 de març: donada l'escassedat de gra que pateix la vila de Cervera i la importància d'aquesta, se li permet desplaçar-se a tota la rodalia fins a 4 llegües i prendre el blat que la gent no necessiti fins al mes de juliol, pagant el blat a 20 sous la mitgera, a 15 la civada i a 12 l'ordi.
- 30 de març: rep al seu missatger, Antoni Domènech, i respon per ell, ordenant-li que faci que es presentin a Barcelona els síndics dels llocs conquerits, per al jurament.
- 9 de maig: se li retreu l'acte comès en la persona i bens d'un ciutadà de Copons i se li ordena que ho arregli ràpidament. També és amonestat que hagi reconciliat les places de Guissona i El LLor sense haver enviat a prestar jurament.
- 17 de maig: se li ordena, juntament amb els Paer de Lleida, sota pena de 1000 florins, que es tinguin per inviolables els salconduits atorgats pel capità Juan de Torres, sobretot els concedits als homes de la vila de Tarroja, ja que el mateix capità ha sabut que alguns els ignoren. Diversos autors, entre ells Lucía Mosquera Novoa sostenen la tesi que aquest millitar podria tractar-se del poeta homònim Juan de Torres
- 5 d'agost: és enviat a Vilafranca juntament amb el comte de Pallars i Beltran d'Armendàriz per a preparar-se davant de qualsevol eventualitat. El comte de Pallars hi acudiria amb mil peons.
- 23 d'agost: És enviat a Cervera amb Beltran d'Armendàriz i el comte de Pallars per a informar de l'estat dels queviures per a que els consells de Barcelona puguin proveir.
- 28 d'agost: ha de defensar, juntament amb el comte de Pallars i Beltran d'Armendàriz, la ciutat de Cervera